# Падалеки, Женевьев
Женевье́в Нико́ль Падале́ки (урождённая Дженнифер Нико́ль Корте́зе) (англ. Genevieve Nicole Padalecki (Cortese), род. 8 января 1981, Сан-Франциско, Калифорния, США) — американская актриса. Наиболее известна своими ролями Крис Фурилло в телесериале «Дикий огонь» и Руби в сериале «Сверхъестественное».

## Биография
Женевьев Кортезе родилась 8 января 1981 года в Сан-Франциско. При рождении девочку назвали Дженнифер, однако в 21 год девушка поменяла свое имя на Женевьев. У Кортезе есть сестра Сара и братья Бен и Джон, все младше неё. У неё есть татуировки в виде звёзд на обоих запястьях и татуировка на спине. Кортезе имеет итальянские и  французские корни. Она обожает путешествия, свою семью и друзей.
До своего дебюта в роли Крис Фурилло Кортезе уже была известна как опытная сценическая актриса. Она играла в местных постановках «Сон в летнюю ночь», «Пролетая над гнездом кукушки», «Преступления сердца» и «Иосиф и его удивительный, разноцветный плащ снов». Кортезе получила степени бакалавра драматических искусств и английских искусств в школе искусств Тиша университета Нью-Йорка.

## Личная жизнь
27 февраля 2010 года Женевьев Кортезе вышла замуж за актёра Джареда Падалеки; после свадьбы она взяла фамилию мужа.
У супругов трое детей:
- Томас Колтон Падалеки (род. 19 марта 2012)[7][8][9]
- Остин Шепард (Шеп) Падалеки (род. 22 декабря 2013)[10]
- Одетт Эллиот Падалеки (род. 17 марта 2017)[11]

В данный момент пара проживает в Остине, штат Техас.

## Фильмография
| Год       |     | Русское название   | Оригинальное название           | Роль                   |
| --------- | --- | ------------------ | ------------------------------- | ---------------------- |
| 2004      | ф   | Заложники пустыни  | Death Valley                    | Эмбер                  |
| 2005      | с   | Мёртвая зона       | The Dead Zone                   | Хлоя Григ / Лора Тирни |
| 2005      | ф   | Американские детки | Kids in America                 | Эшли Харрис            |
| 2005      | кор |                    | Unraveled                       | неизвестно             |
| 2005—2008 | с   | Дикий огонь        | Wildfire                        | Крис Фурилло           |
| 2006      | ф   | Гениальные идеи    | Bickford Shmeckler's Cool Ideas | девушки в тоге         |
| 2006      | кор | Жизнь коротка      | Life Is Short                   | Эшли                   |
| 2007      | ф   | Солёные орешки     | Salted Nuts                     | Джен                   |
| 2008—2020 | с   | Сверхъестественное | Supernatural                    | Руби                   |
| 2009—2010 | с   | Вспомни, что будет | FlashForward                    | Трейси Старк           |
| 2010      | с   | Сверхъестественное | Supernatural                    | играет саму себя       |
| 2012      | ф   | Ненавистный        | Hated                           | Вероника               |
| 2021      | с   | Уокер              | Walker                          | Эмили Уокер            |